# Monothalamea
Os monotálamos (Monothalamea) são uma classe de foraminíferos bentónicos (fio Foraminifera) que apresentam conchas com uma única câmara (monocamerados ou monotálamos) de onde deriva seu nome. A parede da concha é orgânica ou aglutinada. Sua faixa cronoestratigráfico conhecido abarca desde o Cambrico até o presente. Não obstante, propôs-se que este grupo (que inclui as ordens Allogromiida e Astrorhizida) procede de uma grande radiação evolutiva no Neoproterozoico, dantes do aparecimento dos foraminíferos multicamerados (politálamos). O grupo é provavelmente parafilético, ainda que seu filogenia ainda não tem sido resolvida.

## Discussão
De acordo a estudos de filogenia molecular com espécies atuais, Monothalamea é um grupo parafilético e, por tanto, deveria ser tratado como um grupo informal (monotalámidos). Compreende o ancestro do resto de foraminíferos, e inclui  as ordens Allogromiida e Astrorhizida, e provavelmente também aos komokiodeos (superfamilia Komokioidea e/ou ordem Komokiida) e xenofióforos (subclase Xenophyophoria e/ou classe Xenophyophorea). São necessários novas análises filogenéticos para identificar quantos linhagens monotálamos independentes existem e precisar melhor suas subdivisiões taxonómicas. Alguns estudos recentes de filogenia molecular indicam que a diversidade de linhagens entre os monotalámidos é enorme. O grupo deveria ser rebaixado à categoria de subclasse (subclasse Monothalamia) se os foraminíferos são finalmente considerados uma classe (classe Foraminifera).

## Classificação
- Ordem Allogromiida
- Ordem Astrorhizida

Outras taxa considerados neste grupo têm sido:
- Ordem Komokiida
- Subclase Xenophyophoria